# Ahmat Yacoub
Pour les articles homonymes, voir Yacoub.
 (juillet 2025).
 (juillet 2025).
Ahmat Mahamat Yacoub Dobio est un homme politique tchadien et ancien Conseiller chargé des missions à la Médiateur de la République (Médiation Nationale).

## Biographie
Ahmat Yacoub Dabio était directeur général du groupe Alwihda propriétaire de plusieurs sites internet et directeur de L.S.F (Libertés Sans Frontières). Il est également le fondateur du F.N.T.R (Front national du Tchad rénové).
Il occupe un poste dans le gouvernement tchadien en tant que Conseiller chargé des missions auprès du Médiateur de la République.
Marié à une Tchadienne et père de huit enfants dont une fille d'un mariage avec une Éthiopienne, Ahmat Mahamat Yacoub Abdelwahit Dabio connu sous le nom de Ahmat Yacoub Dabio est un défenseur des droits de l’Homme. Titulaire d’un DEA (Histoire) de l'université du Maine, France 2001, après l’obtention d’une maîtrise en traduction de l’université Al-Azhar, le Caire, Égypte 1986, Ahmat Yacoub Dabio obtient une inscription pour préparer un doctorat à l’université du Maine. 
Auteur de plusieurs ouvrages dont le plus connu est “Les relations franco-tchadiennes” sans oublier la traduction de trois ouvrages pour le compte du centre des études et de recherches africaines : « l’Afrique est une puissance ignorée » de Kamanda Wa Kamada, « Les Enfants de Soweto » de Paul Bernetel, « Les relations entre l’Afrique du Sud et Israël » de Ben Abdallah. 
De novembre 1987 à octobre 1989, il travaille comme chercheur à l’Université de Sebha-Libye (centre des études et de recherches africaines), avant d’atterrir en France en octobre 1989 à la suite d'une admission à l’ESIT (école supérieure d’interprètes et des traducteurs, Paris Dauphine).
Yacoub rejoint le Frolinat de 1975 à 1979, où il abandonne après les accords de Lagos pour rejoindre ses études.
Secrétaire Général du FNTR (Front national du Tchad rénové) de 1986 à 2003, 
Fondateur du journal Alwihda en juillet 1994 
Directeur d’Alwihda Actualité de Mars 2004 à février 2007 
Président par Intérim de la Cmap (Coordination de mouvements armés et politiques)
Initiateur de la 1re Conférence de l’opposition tchadienne à Paris en mars 2005 
Conseiller de la Coordination pour la défense de la démocratie et des droits constitutionnels, CDDC, avril 2004 
Élu le 29 octobre 2006 Président du Coport chargé d’organiser une Conférence de Paix 
Conseiller du RND (Rassemblement National Démocratique) Novembre 2006 
Président de Liberté Sans Frontières 2007 
Membre du groupe de paix de Libreville 
Membre du Compas, une organisation qui lutte pour la paix 
Chef d'entreprise de Servicenet/Afrique 2002-2004 
Chef d'entreprise de Firdos Telecom 2004 - 2009

### Parcours politique
Connu pour ses prises de position indépendantes, Yacoub Dabio a échappé en 1995, grâce à l'ambassade de France à Khartoum, à une extradition par les Soudanais vers le Tchad. En juillet 2007 lors de son séjour à Libreville au Gabon dans le cadre du "Groupe de Libreville", il a échappé à une tentative d'assassinat, dont l'auteur se dit proche de l'ancien dictateur Hissène Habré. Sa position lui a valu un lynchage de la part des proches de l'ex-président tchadien Hissène Habré.[source insuffisante]
Son soutien en 2005/2006 au Front uni pour le changement, mouvement politico-militaire n'a pas été apprécié par la France qui lui a reproché de soutenir une entreprise déstabilisatrice soudanaise visant à la «destruction» du Tchad. L'accusation lui a été notifiée officiellement par les autorités françaises. Il porte plainte et gagne le procès à Nantes en mars 2008. Quant au régime tchadien, il ne s'est pas privé de le mettre sur sa liste noire en 2006, peu l'offensive du forces rebelles contre la capitale tchadienne.
Ahmat Yacoub est le fondateur et l’ex-secrétaire général du Front national du Tchad rénové (FNTR, de 1996, date de la création, à 2003), un mouvement politique d’opposition basé en France, membre du Fuc et doté d’une branche militaire revendiquant 1 700 hommes à la frontière soudano-tchadienne.
Opposant passif réfugié politique en France sous Hissène Habré, il se souvient être rentré au Tchad, en 1990, pour soutenir Idriss Déby, qui venait de renverser le dictateur. Mais l’illusion fut de courte durée. Le nouveau régime se rendit coupable de massacres (Njinguilim en août 1993, de N’Djamena, du Sud, du Ouaddaï...) et le militant des droits de l’homme repart en France pour y fonder le journal Al Wihda. 
L’organe de presse Alwihda était le portail de tous les opposants, incontournable sur la question du Tchad, était ouvert à toutes les opinions, jusqu’à celles d’Idriss Déby, interviewé en février dernier. En juin 2009, Alwihda a été autorisé à paraître au Tchad après une vingtaine d'années d'interdiction.
Il a refusé le poste de la communication que le Fuc (opposition politico-militaire) lui a proposé. Son refus aurait été motivé par les pressions des organisations de défense des droits de l’homme, qui pointent le rôle présumé du chef du FUC Mahamat Nour dans les exactions au Darfour... 
En février 2007, alors que le Président tchadien Idriss Déby Itno était en visite privée en France, le Président tchadien a eu un tête-à-tête d'environ une heure avec l'ancien dirigeant du FNTR (Front national du Tchad rénové, opposition politico-militaire).
Le 15 avril 2009[Quand ?], Ahmat Yacoub, est rentré définitivement au Tchad après une vingtaine  d'années passées en exil. Il était accompagné de Mahamat Charfadine (nouveau dirigeant du FNTR) radié de l'UFCD pour "haute trahison").
A N'Djamena, Ahmat Yacoub a été reçu deux fois par le Premier ministre Youssouf Saleh Abbas, son ancien compagnon d'opposition et une fois par le président Idriss Déby.
Dans un message adressé aux autorités françaises, Mr. Ahmat Yacoub a tenu à remercier la France pour l'avoir accueilli et protégé tout au long de son exil. En septembre 1995, il échappa à une arrestation soudanaise grâce à l'intervention de l'ambassade de France à Khartoum.
Au Tchad, Ahmat Yacoub confie à une équipe, en septembre 2009, la gestion du journal Alwihda actualité qui commence à paraître officiellement, après une quinzaine d'années d'interdiction.